# Bedford (autoridad unitaria)
La autoridad unitaria de Bedford (en inglés: Borough of Bedford) es una autoridad unitaria del condado de Bedfordshire en Inglaterra (Reino Unido). Sus principales localidades son:
- Bedford 92,407
- Bromham 4,689
- Carlton 890
- Clapham 4,709
- Cople 732
- Cotton End 1,612
- Gibraltar 554
- Great Barford 2,095
- Harrold 1,731
- Kempston 20,971
- Milton Ernest 754
- Oakley 2,459
- Pavenham 515
- Riseley 1,342
- Sharnbrook 1,705
- Shortstown 2,392
- Stevington 571
- Stewartby 1,214
- Thurleigh 711
- Turvey 890
- Willington 831
- Wilstead 2,206
- Wixams 1,581
- Wootton 4,688
- Wyboston 559[1]